# Grimpoteuthis

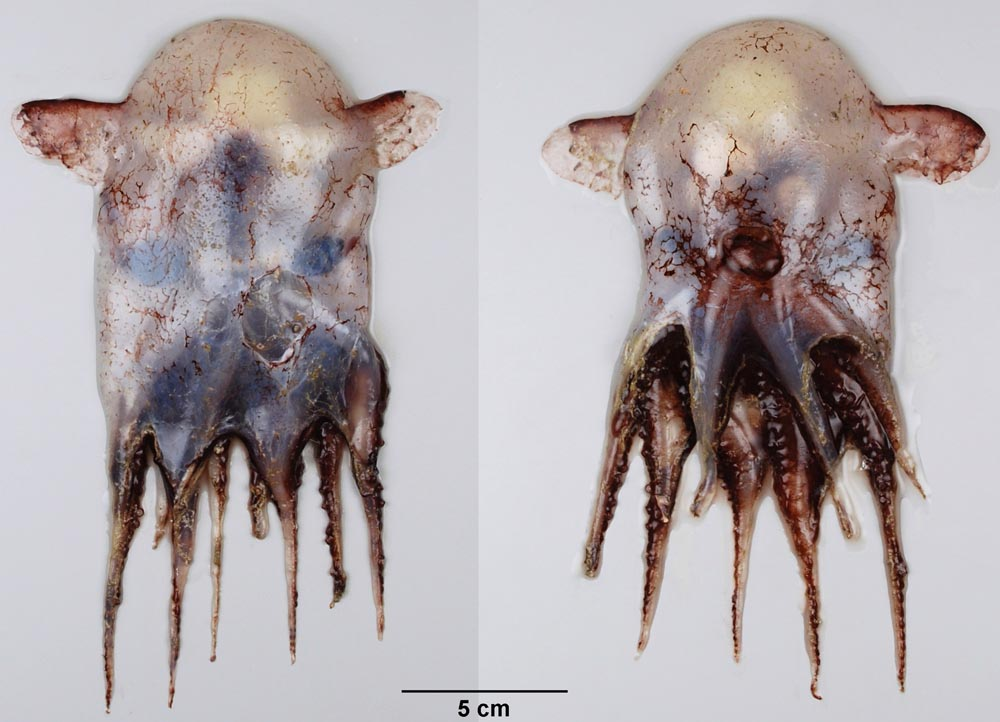
Grimpoteuthis innominata

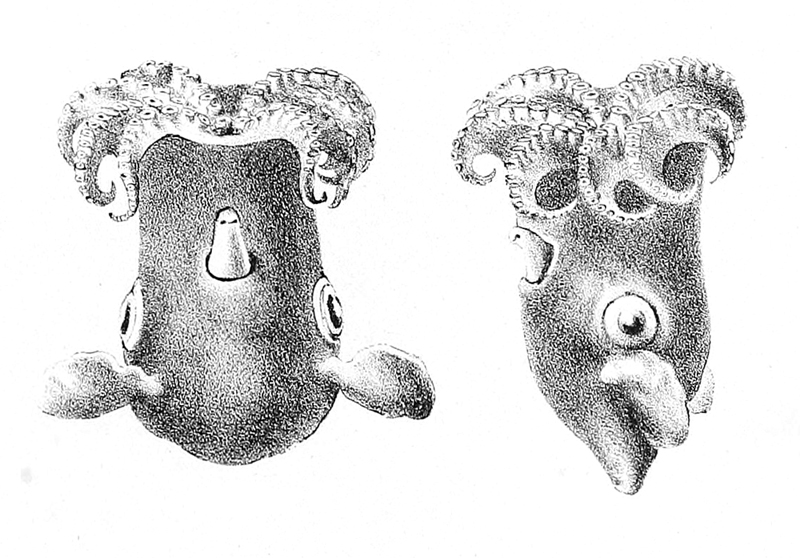
Grimpoteuthis meangensis

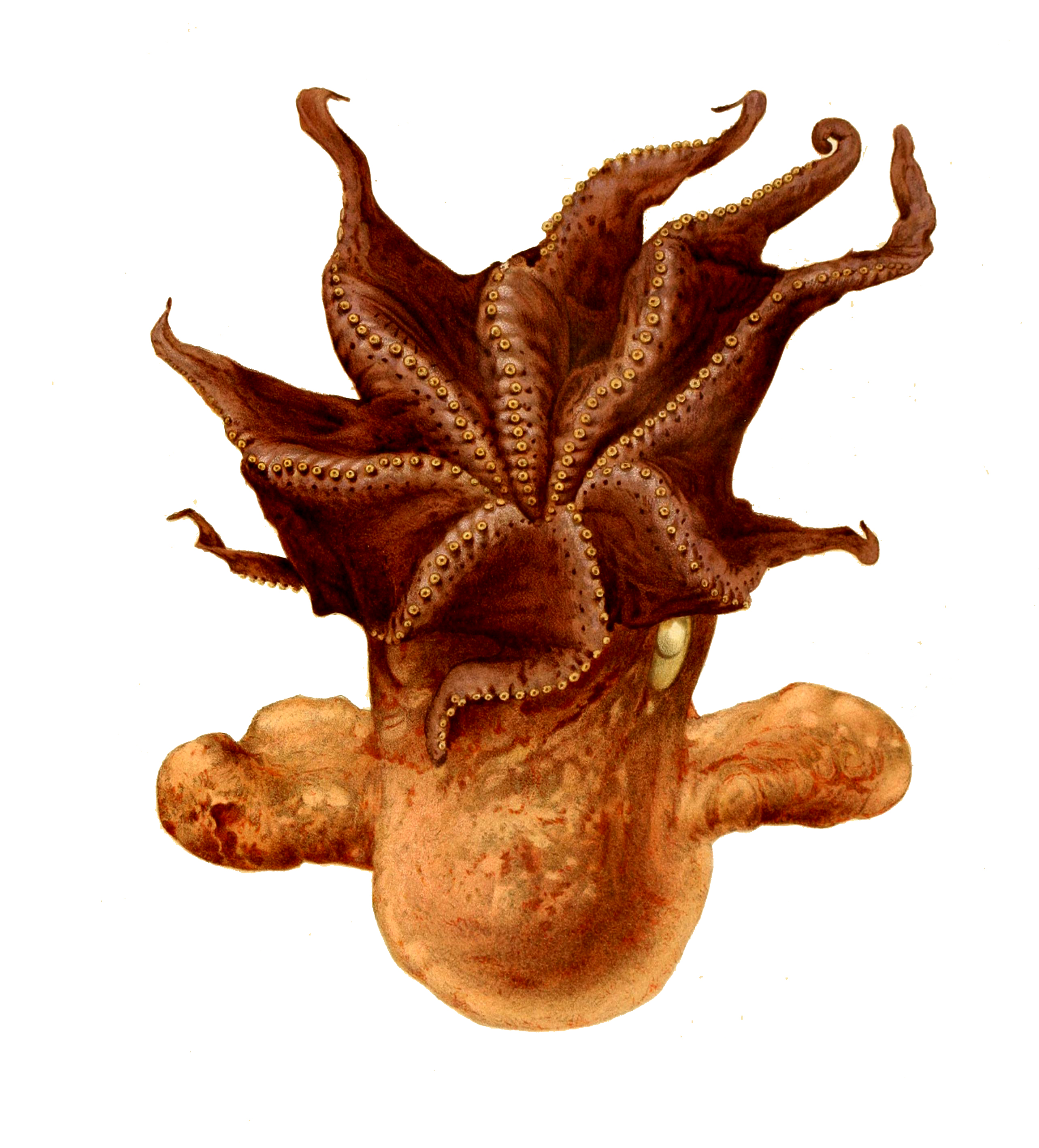
Grimpoteuthis umbellata

A Grimpoteuthis a fejlábúak (Cephalopoda) osztályának a tintahalalakúak (Coleoidea) alosztályába, ezen belül az Octopoda rendjébe és a Grimpoteuthidae családjába tartozó nem.

## Előfordulásuk
A Grimpoteuthis-fajok a mély- és nyíltvizekben fordulnak elő. Általában 3000-4000 méteres mélységekben élnek, de akár 7000 méter mélyben is fellelhetők.

## Megjelenésük
A legnagyobb kifogott példány 1,8 méter hosszú és 5,9 kilogramm testtömegű volt. Az átlag Grimpoteuthisok mérete és testtömege ennél kisebb. A helyváltoztatáshoz a szifójukból kinyomott vízsugarat, valamint a fejük két oldalán levő úszóikat használják fel. Az úszóik fülekre emlékeztetnek, emiatt ezeket az állatokat Dumbo-polipoknak becézik. A hímek egyik karja párzókarrá (hectocotylus) alakult át, ennek segítségével pumpálják a nőstényekbe a spermatofórákat (hímivarsejtcsomagokat). A fajokon belül a két nem méretben és a tapadókorongok elhelyezkedésében is különböznek.

## Életmódjuk
Ezek az állatok soksertéjűekkel, evezőlábú rákokkal, ászkarákokkal, felemáslábú rákokkal és egyéb rákokkal táplálkoznak.

## Szaporodásuk
A felboncolt nőstényekben, a kutatók több fejlődési állapotban levő petéket találtak, ami azt jelenti, hogy a Grimpoteuthis-fajoknak nincs meghatározott szaporodási időszakuk; tehát amint a pete kifejlődött a nőstény kibocsátja magából.

## Rendszerezés
A nembe az alábbi 17 faj tartozik:
- Grimpoteuthis abyssicola O'Shea, 1999
- Grimpoteuthis albatrossi (Sasaki, 1920)
- Grimpoteuthis bathynectes Voss & Pearcy, 1990
- Grimpoteuthis boylei Collins, 2003
- Grimpoteuthis bruuni Voss, 1982
- Grimpoteuthis caudani (Joubin, 1896)
- Grimpoteuthis challengeri Collins, 2003
- Grimpoteuthis discoveryi Collins, 2003
- Grimpoteuthis hippocrepium (Hoyle, 1904)
- Grimpoteuthis innominata (O'Shea, 1999)
- Grimpoteuthis meangensis (Hoyle, 1885)
- Grimpoteuthis megaptera (Verrill, 1885)
- Grimpoteuthis pacifica (Hoyle, 1885)
- Grimpoteuthis plena (Verrill, 1885)
- Grimpoteuthis tuftsi Voss & Pearcy, 1990
- Grimpoteuthis umbellata (P. Fischer, 1883) - típusfaj
- Grimpoteuthis wuelkeri (Grimpe, 1920)

### Fordítás
- Ez a szócikk részben vagy egészben  a   Grimpoteuthis című angol Wikipédia-szócikk ezen változatának fordításán alapul.  Az eredeti cikk szerkesztőit annak laptörténete sorolja fel. Ez a jelzés csupán a megfogalmazás eredetét és a szerzői jogokat jelzi, nem szolgál a cikkben szereplő információk forrásmegjelöléseként.